# Château de Séjallières
Le château de Séjallières est un château situé sur la commune de Saint-Jean-Lachalm, dans le département français de la Haute-Loire en région Auvergne-Rhône-Alpes.
Il constitue un modèle de maison forte du Velay datant de la fin du Moyen Âge et ayant fait l'objet de plusieurs modifications ultérieures. 

## Localisation
Le château est situé dans le hameau de Séjallières sur la commune de Saint-Jean-Lachalm dans le département de la Haute-Loire, en région Auvergne-Rhône-Alpes.

## Historique
L'histoire de Séjallières est étroitement liée à la famille des seigneurs d'Agrain, qui cherchaient à contrôler les châteaux érigés sur les flancs du plateau dominant l'Allier, une position stratégique. Séjallières, tout comme Prunet, constituait une coseigneurie. Au XIVe siècle, les seigneurs de Prunet prétendaient être les seigneurs de Séjallières, jusqu'à ce que Louis de Goys réunisse les deux domaines par le biais d'un mariage au XVIe siècle. L'autre partie de la seigneurie dépendait, au XIIIe siècle, des seigneurs de Montlaur. En 1508, les seigneurs d'Agrain prirent temporairement possession du château. Cette portion est restée aux barons d'Agrain au XVIe siècle, et l'une de leurs branches a porté le nom d'Agrain de Séjallières au XVIIIe siècle.

## Description
À l'origine, la structure de la maison présentait un plan en forme de L, qui a été vraisemblablement complété ultérieurement par une aile en retour de hauteur plus élevée, située au nord-ouest. Le bâtiment destiné à la grange possède une entrée au rez-de-chaussée, dotée d'un arc soigneusement orné, qui mène à l'écurie. L'accès au premier étage de la grange se fait par une montée en plan incliné. Une tour carrée, légèrement avancée vers le sud et l'est, se trouve à l'angle ouest de la structure. La partie du bâtiment utilisée comme logement est située en retrait par rapport à la vallée. Il est probable que l'aile nord-ouest ait subi d'importantes modifications au fil du temps.

## Protection
Le château est inscrit au titre des monuments historiques par arrêté du 13 février 1995.